# Massacre de Beslan
O cerco da escola de Beslan (também conhecido como crise dos reféns da escola de Beslan ou massacre de Beslan) começou em 1.º de setembro de 2004, durou três dias, envolveu o aprisionamento ilegal de mais de 1 100 pessoas como reféns (incluindo 777 crianças) e terminou com a morte de pelo menos 334 pessoas (sendo 156 crianças). A crise começou quando um grupo de militantes islâmicos armados, principalmente inguches e chechenos, ocupou a Escola Número Um (SNO) na cidade de Beslan, Ossétia do Norte (uma república autônoma na região da Ciscaucásia na Federação Russa) em 1º de setembro de 2004. Os sequestradores foram enviados pelo senhor da guerra checheno Shamil Basayev, que exigiu o reconhecimento da independência da Chechênia e a retirada de tropas russas da região. No terceiro dia do impasse, as forças de segurança russas invadiram o prédio com o uso de tanques, foguetes incendiários e outras armas pesadas. Até dezembro de 2006, 334 pessoas (excluindo os terroristas) foram identificadas como mortas, incluindo 186 crianças.
O evento levou a repercussões políticas e de segurança na Rússia; mais notavelmente, contribuiu para uma série de reformas do governo federal, consolidando o poder no Kremlin e fortalecendo os poderes do Presidente da Rússia. Os aspectos em relação aos militantes continuavam sendo controversos: permanecem dúvidas sobre quantos terroristas estavam envolvidos, a natureza de seus preparativos e se uma parte do grupo havia escapado. Questões sobre o gerenciamento da crise pelo governo russo também persistem, incluindo alegações de desinformação e censura na mídia, apesar dos jornalistas presentes em Beslan terem sido autorizados a cobrir livremente a crise, a natureza e o conteúdo das negociações com os terroristas, a alocação de responsabilidade pelo resultado final e as percepções de que força excessiva foi usada na tragédia.
O Tribunal Europeu dos Direitos Humanos (TEDH) criticou o governo russo em uma decisão de 2017 por não tomar precauções suficientes antes do evento e por usar força letal excessiva ao concluir o cerco, o que violava o "direito à vida".

## Contexto

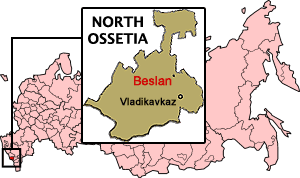
Ossétia do Norte–Alânia no mapa da Rússia

A Escola nº 1 era uma das sete escolas da cidade de Beslan, que tem cerca de 35 000 habitantes na república da Ossétia do Norte–Alânia, no Cáucaso russo. A escola, localizada próxima à delegacia do distrito, tinha cerca de 60 professores e mais de 800 alunos. Seu ginásio, onde a maioria dos reféns foi mantida por 52 horas, era uma adição recente ao prédio na época do massacre, medindo 10 metros de largura e 25 metros de comprimento. Houve relatos de que homens disfarçados de reparadores ocultaram armas e explosivos na escola em julho de 2004, algo que as autoridades russas mais tarde negaram. No entanto, várias testemunhas desde então declararam que foram feitos preparativos para ajudar os sequestradores a remover as armas dos esconderijos escondidos na escola. Houve também alegações de que um "ninho de atiradores" no telhado do pavilhão esportivo havia sido montado com antecedência aos ataques.

## Curso da crise

### Dia um

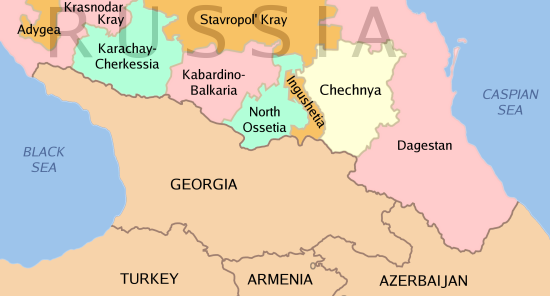
Ossétia do Norte no mapa Norte do Cáucaso.

O ataque à escola ocorreu em 2004, em 1º de setembro - o início tradicional do ano letivo russo, conhecido como "Primeiro Sino" ou "Dia do Conhecimento". Nesse dia, as crianças, acompanhadas pelos pais e outros parentes, participam de cerimônias organizadas pela escola. Por causa das festividades do Dia do Conhecimento, o número de pessoas nas escolas era consideravelmente maior do que em um dia normal. No início da manhã, um grupo de várias dezenas de guerrilheiros nacionalistas islâmicos fortemente armados deixou um acampamento localizado nas florestas próximas da vila de Psedakh, na república vizinha da Inguchétia, a leste da Ossétia do Norte e a oeste da Chechênia, que fora devastada pela guerra. Os terroristas usavam camuflagem militar verde e máscaras de balaclava pretas e, em alguns casos, também usavam cintos explosivos e roupas íntimas explosivas. No caminho para Beslan, em uma estrada rural perto da aldeia da Ossétia do Norte de Khurikau, eles capturaram um policial da inguche, o major Sultan Gurazhev, que foi deixado no veículo depois que os terroristas chegaram a Beslan e correram em direção ao pátio da escola; ele então foi ao departamento de polícia do distrito para informá-los sobre as ações dos militantes.
Às 09:11, horário local, os terroristas chegaram a Beslan em uma van da polícia GAZelle e um caminhão militar GAZ-66. Muitas testemunhas e especialistas independentes afirmam que havia, de fato, dois grupos de terroristas e que o primeiro grupo já estava na escola quando o segundo grupo chegou de caminhão. A princípio, alguns na escola confundiram os guerrilheiros com as forças especiais russas. No entanto, os terroristas logo começaram a atirar para o alto e a forçar todo mundo a entrar no prédio da escola. Durante o caos inicial, até 50 pessoas conseguiram fugir e alertar as autoridades sobre a situação. Várias pessoas também conseguiram se esconder na sala da caldeira. Após uma troca de tiros contra a polícia e um civil local armado, no qual supostamente um terrorista foi morto e dois foram feridos, os militantes tomaram o prédio da escola. Os relatos do número de mortos neste tiroteio variaram de duas a oito pessoas, enquanto mais de uma dúzia de pessoas ficaram feridas.
Os terroristas fizeram aproximadamente 1 100 reféns. O número de reféns foi inicialmente subestimado pelo governo para algo entre 200 e 400 pessoas e, em seguida, por um motivo desconhecido, anunciado como exatamente 354 reféns. Em 2005, o número foi corrigido para 1 128. Os militantes levaram seus cativos ao ginásio da escola, confiscaram todos os seus celulares sob ameaça de morte e ordenaram que todos falassem em russo. Quando um pai chamado Ruslan Betrozov levantou-se para acalmar as pessoas e repetir as regras no idioma local, o osseta, um homem armado, se aproximou dele, perguntou a Betrozov se ele havia terminado e depois atirou na cabeça dele. Outro pai chamado Vadim Bolloyev, que se recusou a se ajoelhar, também foi baleado por um sequestrador e depois sangrou até a morte.
Depois de reunir os reféns na academia, os terroristas escolheram entre 15 a 20 homens que consideravam os adultos mais fortes entre os professores, funcionários da escola e pais, e os levaram a um corredor ao lado da cafeteria no segundo andar, onde uma explosão mortal logo ocorreu. Um cinto de explosivos em uma das mulheres-bomba detonou, matando uma outra mulher-bomba (também foi dito que a segunda mulher morreu de um ferimento de bala), vários dos reféns selecionados, bem como um sequestrador homem. Segundo a versão apresentada pelo terrorista sobrevivente, a explosão foi realmente desencadeada pelo "Polkovnik" (o líder do grupo); ele detonou a bomba por controle remoto para matar aqueles que discordavam abertamente dos reféns infantis e intimidar outros possíveis dissidentes. Os reféns desse grupo que fora selecionado e que ainda estavam vivos foram então ordenados a se deitar e levaram tiros de um rifle automático; todos, exceto um deles, foram mortos. Karen Mdinaradze, cinegrafista do time de futebol de Alânia, sobreviveu à explosão e ao tiroteio; quando foi descoberto que ele ainda estava vivo, ele foi autorizado a retornar ao pavilhão esportivo, onde perdeu a consciência. Os militantes forçaram outros reféns a jogar os corpos para fora do prédio e a lavar o sangue do chão. Um desses reféns, Aslan Kudzayev, escapou pulando pela janela; as autoridades o detiveram brevemente como suspeito de ser um sequestrador.

#### Início do cerco

Mapa aéreo da escola mostrando as posições iniciais das forças russas

Logo, um cordão de segurança foi estabelecido em torno da escola, composto pela polícia russa (militsiya), tropas internas e forças do exército russo; os Spetsnaz, incluindo as unidades elite Alpha e Vympel do Serviço Federal de Segurança Federal (SFS); e as unidades especiais da OMON do Ministério da Administração Interna da Rússia (MVD). Uma fila de três prédios de apartamentos de frente para o ginásio da escola foi evacuada e tomada pelas forças especiais. O perímetro que eles fizeram estava dentro a 225 metros da escola, dentro do alcance dos lançadores de granadas dos militantes. Nenhum equipamento de combate a incêndio estava em posição e, apesar das experiências anteriores da crise de reféns no teatro de Moscou em 2002, havia poucas ambulâncias prontas. O caos foi agravado pela presença de milicianos voluntários da Ossétia (opolchentsy) e civis armados, entre a multidão de parentes que se reuniram no local: é possivelmente que houvesse até 5 000 deles.
Os sequestradores destruíram a escola e o restante do prédio com dispositivos explosivos improvisados e o cercaram com arames. Em uma tentativa adicional de impedir tentativas de resgate, eles ameaçaram matar 50 reféns por cada um de seus membros mortos pela polícia e matar 20 reféns por cada terrorista ferido. Eles também ameaçaram explodir a escola se as forças do governo atacassem. Para evitar serem esmagados por ataques de gás como seus companheiros na crise de reféns em Moscou em 2002, os insurgentes rapidamente quebraram as janelas da escola. Os captores impediram os reféns de comer e beber (chamando isso de "greve de fome", à qual eles disseram também participar) até que o presidente da Ossétia do Norte, Alexander Dzasokhov, chegasse para negociar com eles. No entanto, o SFS montou sua própria sede de crise da qual Dzasokhov foi excluído e ameaçou prendê-lo se ele tentasse ir à escola.
O governo russo anunciou que não usaria a força para resgatar os reféns. Negociações para uma solução pacífica para a crise ocorreram no primeiro e no segundo dia, inicialmente lideradas por Leonid Roshal, um pediatra que os sequestradores teriam solicitado pelo nome (Roshal ajudou a negociar a libertação de crianças no cerco de Moscou em 2002, mas também deu conselhos aos serviços de segurança russos enquanto se preparavam para invadir o teatro, ato pelo qual ele recebeu o prêmio de Herói da Rússia). No entanto, uma testemunha declarou no tribunal indicou que os negociadores russos confundiram Roshal com Vladimir Rushailo, um oficial de segurança russo. Segundo o relatório de Savelyev, a sede oficial ("civil") procurava uma solução pacífica da situação ao mesmo tempo em que a sede secreta ("pesada") criada pelo SFS preparava o contra-ataque. Savelyev escreveu que, em muitos aspectos, os "pesados" restringiam as ações dos "civis", em particular em suas tentativas de negociar com os militantes.
A pedido da Rússia, foi realizada uma reunião especial do Conselho de Segurança das Nações Unidas na noite de 1º de setembro, na qual os membros do conselho exigiram "a libertação imediata e incondicional de todos os reféns do ataque terrorista". O então presidente dos Estados Unidos, George W. Bush, fez uma declaração oferecendo "apoio de qualquer forma" à Rússia.

### Dia dois
Em 2 de setembro de 2004, as negociações entre Roshal e os sequestradores foram infrutíferas e eles se recusaram a permitir que alimentos, água ou remédios fossem levados para os reféns ou permitiram que os cadáveres fossem removidos da frente da escola. Ao meio-dia, o primeiro vice-diretor do SFS, coronel general Vladimir Pronichev, mostrou a Dzasokhov um decreto assinado pelo primeiro-ministro Mikhail Fradkov, indicando o chefe da sede operacional da chefe da Ossétia do Norte, major-general Valery Andreyev. Em abril de 2005, no entanto, um jornalista do Moscow News recebeu fotocópias dos protocolos de entrevista de Dzasokhov e Andreyev pelos investigadores, revelando que as duas sedes haviam sido formadas em Beslan: uma formal, sobre a qual havia toda a responsabilidade e uma secreta ("pesados"), que tomou as decisões reais e pelas quais Andreyev nunca esteve no comando.
O governo russo subestimou os números, afirmando repetidamente que havia apenas 354 reféns; isso teria enfurecido os sequestradores, que maltrataram ainda mais seus cativos. Várias autoridades também disseram que parecia haver apenas 15 a 20 militantes na escola. A crise foi recebida com um silêncio quase total do então presidente da Rússia, Vladimir Putin, e do restante dos líderes políticos do país. Somente no segundo dia, Putin fez seu primeiro comentário público sobre o cerco durante uma reunião em Moscou com o rei Abdullah II da Jordânia : "Nossa principal tarefa, é claro, é salvar as vidas e a saúde daqueles que se tornaram reféns. Todas as ações de nossas forças envolvidas no resgate dos reféns serão dedicadas exclusivamente a esta tarefa". Foi a única declaração pública de Putin sobre a crise até um dia após seu sangrento fim. Em protesto, várias pessoas no local levantaram cartazes dizendo: "Putin! Solte nossos filhos! Atenda às demandas deles!" e "Putin! Existem pelo menos 800 reféns!". Os moradores também pediam para que o governo não invadisse ou "envenenasses seus filhos" (uma alusão à crise dos reféns do teatro de Dubrovka).
À tarde, os terroristas permitiram que Ruslan Aushev, respeitado ex-presidente da Inguchétia e general aposentado do Exército Soviético, entrasse no prédio da escola e concordaram em libertar 11 mulheres e todos os 15 bebês. Os filhos mais velhos das mulheres foram deixados para trás e uma mãe se recusou a sair, então Aushev levou o filho a seu lugar. Os rebeldes deram a Aushev uma fita de vídeo feita na escola e uma nota com exigências de seu suposto líder, Shamil Basayev, que não estava presente em Beslan. A existência da nota foi mantida em segredo pelas autoridades russas, enquanto a fita foi declarada vazia (o que mais tarde se provou incorreto). Foi anunciado falsamente que os sequestradores não fizeram exigências. Na nota, Basayev exigiu o reconhecimento de uma "independência formal para a Chechênia" no quadro da Comunidade de Estados Independentes. Ele também disse que, embora os separatistas chechenos "não tenham participado" dos atentados a bomba contra apartamento russos em 1999, eles agora assumiriam publicamente a responsabilidade por eles, se necessário. Mais tarde, algumas autoridades russas e a mídia controlada pelo Estado atacaram Aushev por entrar na escola, acusando-o de conspirar com os sequestradores.
A falta de comida e água afetou as crianças pequenas, muitas das quais foram forçadas a permanecer por longos períodos no ginásio quente e lotado. Muitas crianças tiraram a roupa por causa do calor sufocante dentro do ginásio, o que levou a rumores de impropriedade sexual, embora os reféns mais tarde explicassem que isso se devia apenas ao calor sufocante e à falta de água. Muitas crianças desmaiaram e os pais temiam que morressem. Alguns reféns bebiam sua própria urina. Ocasionalmente, os militantes (muitos dos quais tiraram as máscaras) tiravam algumas das crianças inconscientes e despejavam água na cabeça delas antes de devolvê-las ao pavilhão esportivo. No final do dia, alguns adultos também começaram a desmaiar de fadiga e sede. Por causa das condições no ginásio, quando a explosão e o tiroteio começaram no terceiro dia, muitas das crianças sobreviventes estavam tão cansadas que mal conseguiram fugir da carnificina.
Por volta das 15h30, duas granadas foram detonadas por aproximadamente dez minutos pelos militantes das forças de segurança fora da escola, incendiando um carro da polícia e ferindo um oficial, mas as forças russas não retornaram fogo. À medida que o dia e a noite passavam, a combinação de estresse e privação de sono - e possivelmente abstinência de drogas - tornava os sequestradores cada vez mais histéricos e imprevisíveis. O choro das crianças os irritava e, em várias ocasiões, as crianças e suas mães eram ameaçadas de serem baleadas se não parassem de chorar. As autoridades russas alegaram que os terroristas "ouviam o grupo alemão de heavy metal Rammstein em aparelhos de som pessoais durante o cerco para se manterem nervosos e animados" (Rammstein já havia sido atacado após o Massacre de Columbine, nos Estados Unidos, e novamente em 2007, após o tiroteio na escola de Jokela, na Finlândia).
Durante a noite, um policial foi ferido por tiros vindos da escola. As conversas foram interrompidas e retomadas no dia seguinte.

### Dia três
No início do terceiro dia, Ruslan Aushev, Alexander Dzasokhov, Taymuraz Mansurov (Presidente do Parlamento da Ossétia do Norte) e o Primeiro Vice-Presidente Izrail Totoonti entraram em contato com o Presidente da República Chechena da Ichkeria, Aslan Maskhadov. Totoonti disse que tanto Maskhadov quanto seu emissário ocidental Akhmed Zakayev declararam que estavam prontos para ir a Beslan para negociar com os militantes, o que foi confirmado mais tarde por Zakayev. Totoonti disse que a única exigência de Maskhadov era sua passagem sem obstáculos para a escola; no entanto, o ataque começou uma hora após o acordo de sua chegada. Ele também mencionou que jornalistas da televisão da Al Jazeera se ofereceram por três dias para participar das negociações e entrar na escola mesmo como reféns", mas seus serviços não foram requeridos por ninguém".
Também foi dito que o conselheiro presidencial russo e o ex-general da polícia, um étnico checheno chamado Aslambek Aslakhanov, estavam próximos de um avanço nas negociações secretas. Quando deixou Moscou no segundo dia, Aslakhanov havia acumulado os nomes de mais de 700 figuras russas conhecidas que estavam se voluntariando para entrar na escola como reféns em troca da libertação de crianças. Aslakhanov disse que os sequestradores concordaram em permitir que ele entrasse na escola no dia seguinte às 15h00. No entanto, o massacre havia começado duas horas antes.

#### As primeiras explosões e o incêndio no ginásio

Plano aproximado da situação.

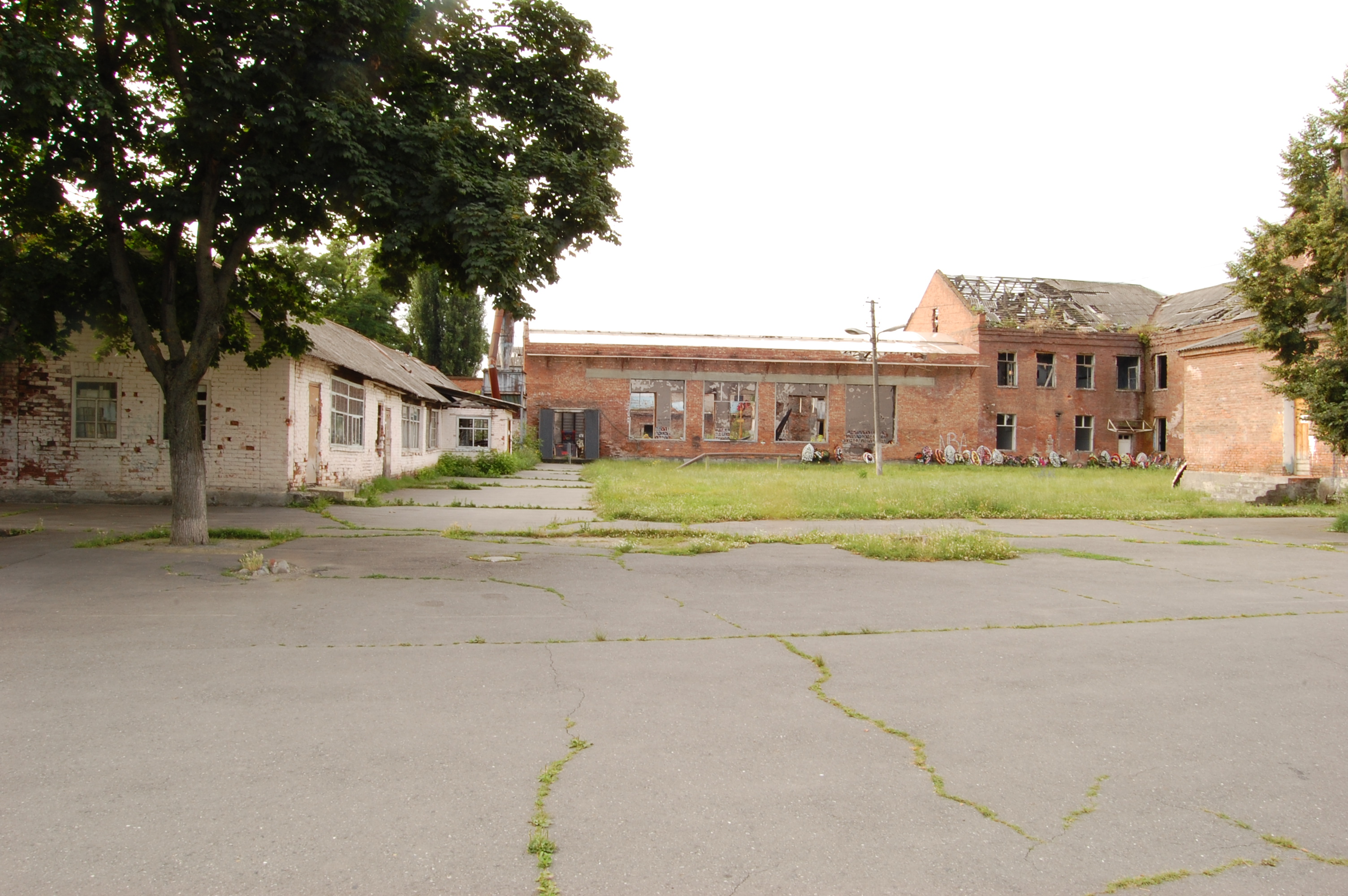
Pátio em frente ao prédio da escola.

Por volta das 13h do dia 3 de setembro de 2004, foi acordado permitir que quatro trabalhadores médicos do Ministério de Situações de Emergência, em duas ambulâncias, removessem 20 corpos do terreno da escola, bem como levassem o cadáver do terrorista morto para a escola. No entanto, às 13h03, quando os paramédicos se aproximaram da escola, uma explosão foi ouvida no ginásio. Os sequestradores então abriram fogo, matando dois.
A segunda explosão de "som estranho" foi ouvida 22 segundos depois. Às 13h05, o incêndio no teto do pavilhão esportivo começou, e logo as vigas em chamas e o telhado caíram sobre os reféns, muitos deles feridos, mas ainda vivos. Afinal, todo o telhado desabou, transformando a sala em um inferno. As chamas mataram cerca de 160 pessoas (mais da metade de todas as mortes de reféns).
- De acordo com o relatório de dezembro de 2005 de Stanislav Kesayev, vice-presidente do parlamento da Ossétia do Norte, algumas testemunhas disseram que um franco-atirador das forças federais russas atirou em um militante, cujo pé estava em um detonador, o que provocou a primeira explosão.[34][67] O sequestrador capturado, Nur-Pashi Kulayev, testemunhou isso, enquanto Fátima Dudiyeva, uma policial e refém local, disse que foi baleada na mão pouco antes da explosão[12][68] e disse que houve três explosões: duas pequenas às 13h03, seguidas por uma grande, às 13h29.[69]
- De acordo com o membro da Duma do Estado, Yuri Savelyev, especialista em armas e explosivos, a troca de tiros não foi iniciada por explosões dentro do prédio da escola, mas por dois tiros disparados de fora da escola, e que a maioria dos dispositivos explosivos caseiros instalados pelos rebeldes não explodiu. Ele disse que o primeiro tiro foi disparado provavelmente de um foguete de infantaria RPO-A, localizado no telhado da casa nº. 37, de cinco andares, na rua Shkolnyi (rua da escola),[70] e apontado para a cobertura do ginásio, enquanto o segundo foi disparado de um  lançador de granadas RPG-27 localizado na casa nº 41, na mesma rua, destruindo uma parte da parede do pavilhão esportivo da escola (cápsulas vazias e lançadores que apoiam essa teoria foram encontrados nos telhados dessas casas, e as armas alternativas mencionadas no relatório eram granadas de foguete RPG-26 ou RPG- 7).[19][71][72] Savelyev, um membro dissidente da comissão federal de Torshin, disse que essas explosões mataram muitos dos reféns, e que dezenas de outros morreram no incêndio resultante.[73] Yuri Ivanov, outro investigador parlamentar, disse que as granadas foram disparadas por ordem direta do presidente Putin.[74] Várias testemunhas ouvidas no julgamento de Kulayev haviam dito anteriormente que as explosões iniciais foram causadas por projéteis disparados de fora.[75]
- No relatório final, Alexander Torshin, chefe da comissão parlamentar russa, que concluiu seu trabalho em dezembro de 2006, disse que os militantes começaram a batalha detonando bombas entre os reféns, intencionalmente, para surpresa dos negociadores e comandantes russos. Essa declaração difere dos relatos governamentais anteriores, segundo os quais as bombas explodiram em um acidente inexplicável.[76] O relatório de Torshin de 2006 diz que a tomada de reféns foi planejada como um ataque suicida desde o início, e que nenhuma invasão do edifício foi preparada com antecedência. De acordo com os testemunhos de Nur-Pashi Kulayev, assim como os de vários ex-reféns e negociadores, os sequestradores (incluindo seus líderes) culparam o governo pelas explosões que se seguiram.

#### Invasão das forças russas

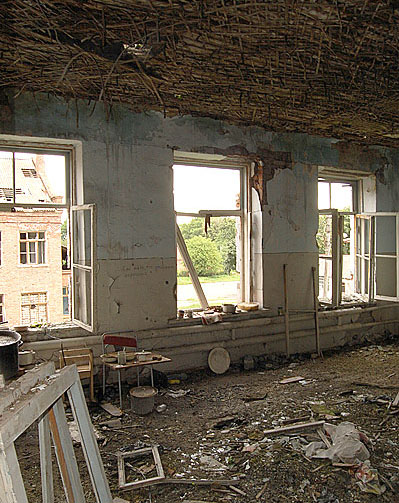
Pavilhão esportivo após as explosões.

Parte da parede do pavilhão esportivo foi demolida pelas explosões, permitindo que alguns reféns escapassem. Milícias locais abriram fogo e os militantes revidaram. Várias pessoas foram mortas no fogo cruzado. Autoridades russas dizem que militantes mataram reféns enquanto corriam e os militares revidavam. O governo afirma que, uma vez iniciado o tiroteio, as tropas não tiveram escolha a não ser invadir o prédio. No entanto, alguns relatos de moradores da cidade contradizem essa versão.
O tenente-coronel da polícia Elbrus Nogayev, cuja esposa e filha morreram na escola, disse: "Ouvi um comando dizendo: 'Pare de atirar! Pare de atirar! enquanto os rádios de outras tropas diziam: 'Ataque!' " Quando a luta começou, um presidente e negociador de uma companhia de petróleo, Mikhail Gutseriyev (um inguche étnico) telefonou para os sequestradores; ele ouviu "Você nos enganou!" em resposta. Cinco horas depois, Gutseriyev e seu interlocutor teriam tido sua última conversa, durante a qual o homem disse: "A culpa é sua e do Kremlin".
Segundo Torshin, a ordem para iniciar a operação foi dada pelo chefe da Ossétia do Norte, Valery Andreyev. No entanto, declarações de Andreyev e Dzasokhov indicaram que foram os vice-diretores do SFS Vladimir Pronichev e Vladimir Anisimov que estavam realmente encarregados da operação de Beslan. O general Andreyev também disse à Suprema Corte da Ossétia do Norte que a decisão de usar armas pesadas durante o ataque foi tomada pelo chefe do Centro de Operações Especiais do SFS, coronel general Aleksandr Tikhonov.
Uma batalha caótica começou quando as forças especiais lutaram para entrar na escola. As forças incluíam os grupos de assalto do SFS e as tropas associadas do Exército Russo e do Ministério do Interior da Rússia, apoiadas por vários tanques T-72 do 58º Exército da Rússia (comandado por Tikhonov em 2 de setembro), veículos BTR- 80 blindados de transporte de pessoal e helicópteros armados, incluindo pelo menos um helicóptero de ataque Mi-24. Muitos civis locais também se juntaram à batalha caótica com suas próprias armas - pelo menos um dos voluntários armados é conhecido por ter sido morto. O criminoso Aslan Gagiyev afirmou estar entre eles. Ao mesmo tempo, soldados regulares fugiram do local quando os combates começaram. Testemunhas civis afirmaram que a polícia local também entrou em pânico e até atirou na direção errada.
De três a nove dos poderosos foguetes Shmel foram disparados contra a escola a partir das posições das forças especiais (três ou nove tubos descartáveis vazios foram encontrados mais tarde nos telhados de prédios de apartamentos próximos). O uso dos foguetes Shmel, classificados na Rússia como lança-chamas e no Ocidente como armas termobáricas, foi inicialmente negado, mas depois admitido pelo governo. Um relatório de um assessor do promotor militar da guarnição da Ossétia do Norte declarou que granadas lançadas por foguete RPG-26 também foram usadas. Os rebeldes também usavam lançadores de granadas, atirando nas posições russas nos prédios de apartamentos.
De acordo com o promotor militar, um veículo blindado da BTR chegou perto da escola e abriu fogo com uma metralhadora pesada KPV de 14,5 × 114 mm nas janelas do segundo andar. Testemunhas oculares (entre elas Totoonti e Kesayev) e jornalistas viram dois tanques T-72 avançando na escola naquela tarde, pelo menos um dos quais disparou sua arma de 125 mm pistola várias vezes. Durante o julgamento posterior, o comandante do tanque Viktor Kindeyev testemunhou ter disparado "um tiro em branco e seis bombas explosivas antipessoal" sob ordens do SFS. O uso de tanques e veículos blindados foi finalmente admitido pelo tenente-general Viktor Sobolev, comandante do 58º Exército. Outra testemunha citada no relatório de Kesayev afirma que ele pulou na torre de um tanque na tentativa de impedir que ele disparasse contra a escola. Dezenas de reféns foram levados pelos militantes do pavilhão esportivo em chamas para outras partes da escola, em particular a lanchonete, onde foram forçados a ficar de pé nas janelas. Muitos deles levaram tiros de soldados do lado de fora e foram utilizados como escudos humanos, de acordo com os sobreviventes (tais como Kudzeyeva, Kusrayeva e Naldikoyeva). Savelyev estimou que 106 a 110 reféns morreram depois de serem transferidos para a lanchonete.
Às 15h00, duas horas após o início do ataque, as tropas russas reivindicaram o controle da maior parte da escola. No entanto, os combates ainda continuavam no local quando a noite caiu, incluindo a resistência de um grupo de militantes que estavam no porão da escola. Durante a batalha, um grupo de 13 militantes rompeu o cordão militar e se refugiou nas proximidades. Acredita-se que vários deles entraram em um prédio de dois andares que foi destruído por tanques e lança-chamas por volta das 21h00, de acordo com as conclusões do comitê da Ossétia (Relatório Kesayev). Outro grupo de militantes pareceu retornar à estrada de ferro, perseguido por helicópteros na cidade.
Os bombeiros, chamados por Andreyev duas horas após o início do incêndio, não estavam preparados para combater as chamas que se alastraram no ginásio. Uma equipe de caminhões de bombeiros chegou após duas horas por iniciativa própria, mas com apenas 200 litros de água e incapaz de se conectar aos hidrantes próximos. O primeiro carro dos bombeiros chegou às 15:28, quase duas horas e meia após o início do incêndio; o segundo chegou às 15h43. Poucas ambulâncias estavam disponíveis para transportar as centenas de vítimas feridas, que foram levadas principalmente para o hospital em carros particulares. Um suposto militante foi linchado por uma multidão de civis, um evento filmado pela equipe da Sky News, enquanto outro militante desarmado foi capturado vivo pelas tropas da OMON enquanto tentava se esconder embaixo do caminhão (ele foi identificado mais tarde como Nur-Pashi Kulayev). Alguns dos insurgentes mortos pareciam ser mutilados pelos comandos.
Explosões esporádicas e tiros continuaram à noite, apesar dos relatos de que toda a resistência dos militantes havia sido suprimida, até cerca de 12 horas após as primeiras explosões. No início do dia seguinte, Putin ordenou o fechamento das fronteiras da Ossétia do Norte, enquanto alguns sequestradores aparentemente ainda eram perseguidos.

## Consequências

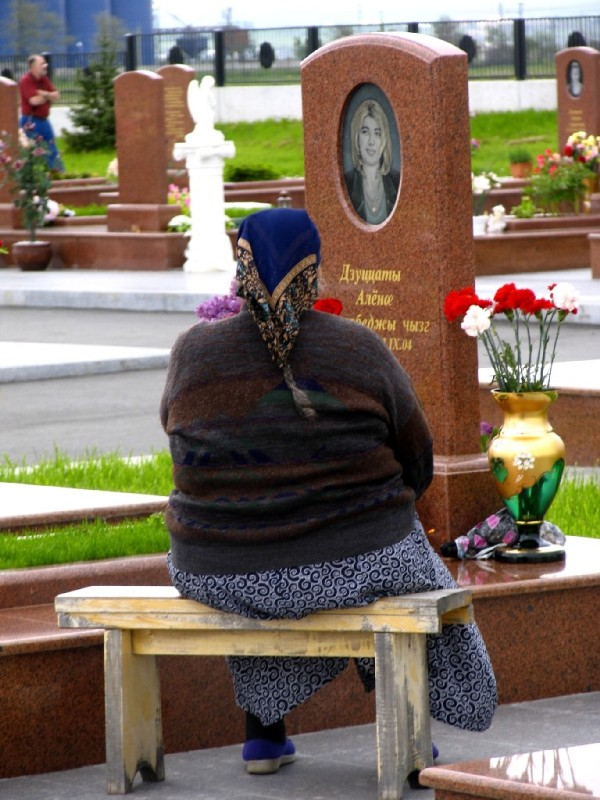
Uma mãe de Beslan no cemitério para as vítimas do cerco em 2006

Após a conclusão da crise, muitos dos feridos morreram no único hospital de Beslan, que não estava preparado para lidar com as vítimas, antes de os pacientes serem enviados para instalações mais bem equipadas em Vladikavkaz. Havia um suprimento inadequado de leitos hospitalares, medicamentos e equipamentos de neurocirurgia. Parentes não foram autorizados a visitar hospitais onde os feridos eram tratados e os médicos não foram autorizados a usar seus telefones celulares.
No dia seguinte ao ataque, as escavadeiras recolheram os destroços do prédio, incluindo partes dos corpos das vítimas, e o removeram para um depósito de lixo. O primeiro dos muitos funerais foi realizado em 4 de setembro, um dia após o ataque final, com outros logo depois, incluindo enterros em massa de 120 pessoas. O cemitério local era muito pequeno e teve que ser expandido para um terreno adjacente para acomodar os mortos. Três dias após o cerco, 180 pessoas ainda estavam desaparecidas. Muitos sobreviventes continuaram gravemente traumatizados e pelo menos uma ex-refém cometeu suicídio depois de voltar para casa.
O presidente russo Vladimir Putin reapareceu publicamente durante uma rápida viagem ao hospital de Beslan nas primeiras horas de 4 de setembro para ver várias das vítimas feridas em sua única visita a Beslan. Mais tarde, ele foi criticado por não ter ido encontrar as famílias das vítimas. Depois de retornar a Moscou, ele ordenou um período de dois dias de luto nacional, 6 e 7 de setembro de 2004. Em seu discurso televisionado Putin diz: "Nós nos mostramos fracos. E os fracos são derrotados". No segundo dia de luto, cerca de 135 000 pessoas participaram de uma manifestação organizada pelo governo contra o terrorismo na Praça Vermelha, em Moscou. Estima-se que 40 000 pessoas se reuniram na Praça do Palácio de São Petersburgo.
Medidas de segurança adicionais foram introduzidas nas cidades russas após a crise. Mais de 10 000 pessoas sem documentos adequados foram detidas pela polícia de Moscou em uma "caçada terrorista". O coronel Magomed Tolboyev, um cosmonauta e herói da Federação Russa, foi atacado e brutalmente espancado pela patrulha da polícia de Moscou, porque seu sobrenome soava checheno. O público russo parecia geralmente apoiar o aumento das medidas de segurança. Uma pesquisa de opinião do Levada-Center, realizada em 16 de setembro de 2004, mostrou que 58% dos russos apoiava leis mais rigorosas contra o terrorismo e a pena de morte pelo terrorismo, enquanto 33% apoiariam a proibição de todos os chechenos de entrar nas cidades russas.

### Efeitos a longo prazo
Após o ataque de Beslan, o governo começou a endurecer as leis contra o terrorismo e expandir os poderes das agências policiais.
Além disso, Vladimir Putin assinou uma lei que substituiu a eleição direta dos chefes das subdivisões federais da Rússia por um sistema pelo qual eles são propostos pelo Presidente da Rússia e aprovados ou reprovados pelos órgãos legislativos eleitos de cada subdivisão. O sistema eleitoral para o parlamento russo também foi repetidamente alterado, eliminando a eleição dos membros da Duma do Estado por distritos de mandato único. O Kremlin consolidou seu controle sobre a mídia russa e atacou cada vez mais as organizações não governamentais (especialmente as fundadas no exterior).
O ataque a Beslan teve mais a ver com os inguches envolvidos do que com os chechenos, mas foi altamente simbólico para ambas as nações. Os ossétios e os inguches tiveram (e têm) um conflito pela propriedade do Distrito Prigorodny, que atingiu pontos altos durante os expurgos stalinistas de 1944 e a limpeza étnica dos inguches pelos ossétios, que receberam assistência das forças armadas russas em 1992 e 1993. Na época do ataque, ainda havia mais de 40 000 refugiados inguchecos em acampamentos na Inguchétia e na Chechênia. A própria escola de Beslan havia sido usada contra os inguches, pois em 1992 o pavilhão esportivo era usada como uma área para reunir inguches durante a limpeza étnica feita pelos ossétios. Para os chechenos, o motivo era a vingança pela destruição de suas casas e, de fato, de suas famílias: Beslan era um dos locais a partir dos quais ataques aéreos federais eram lançados contra a Chechênia.
Quando foi divulgado que havia um grande número de crianças mortas por um grupo que incluía chechenos, os chechenos foram atingidos por uma grande vergonha. Um porta-voz da causa da independência chechena declarou: "Um golpe tão grande não poderia ser causado a nós […] Pessoas de todo o mundo pensam que os chechenos são monstros se puderem atacar crianças".

## Vítimas

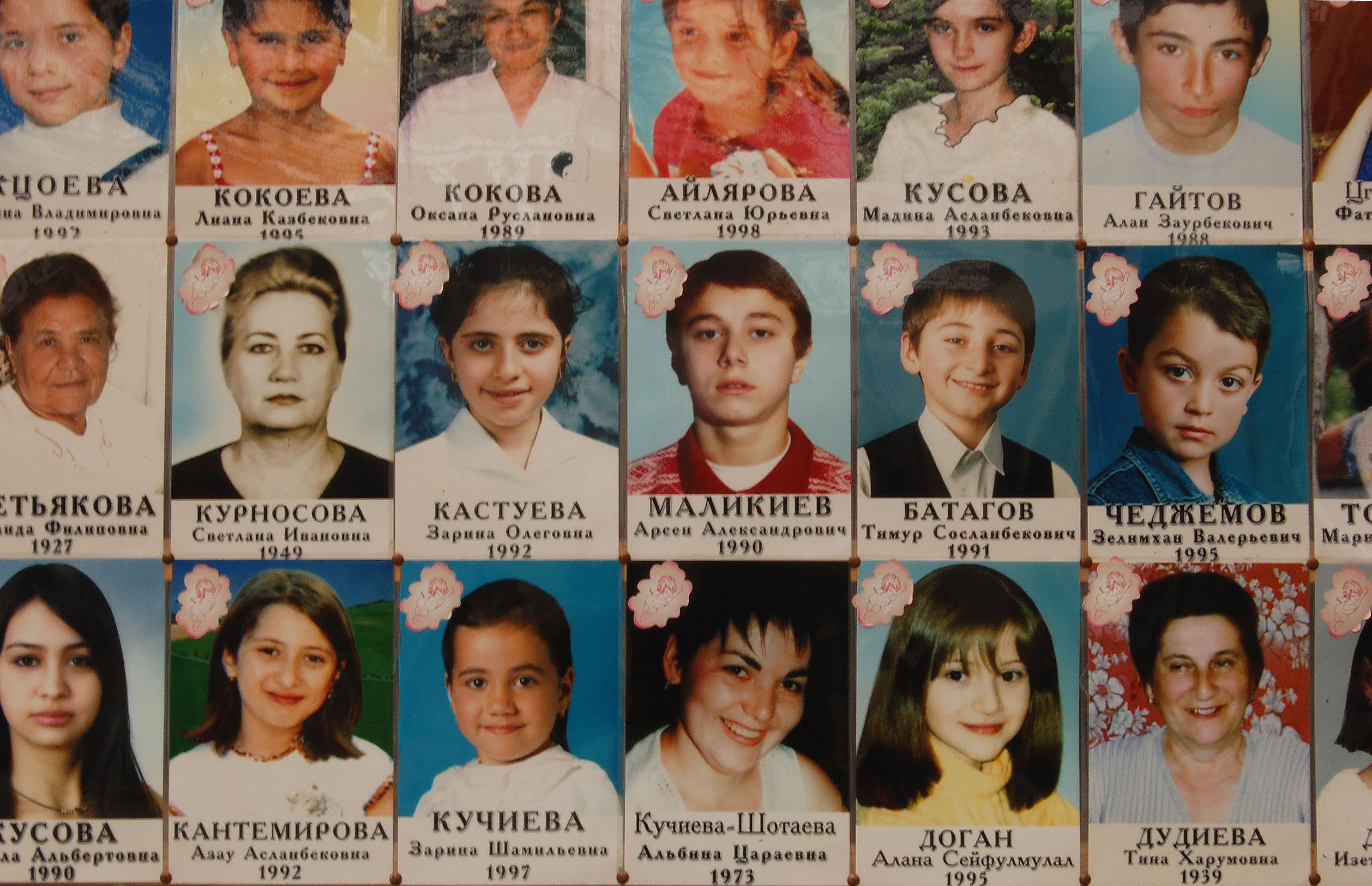
Fotografias das vítimas do massacre.

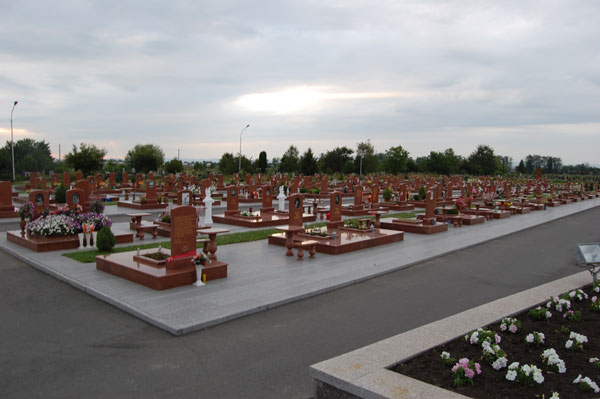
Cemitério das vítimas do ataque.

Em 7 de setembro de 2004, oficiais russos declararam que 334 pessoas haviam morrido, incluindo 156 crianças; naquele momento, 200 pessoas continuavam desaparecidas ou não identificadas. O relatório Torshin afirmou que, em última análise, nenhum corpo permaneceu não identificado. Foi declarado pelos habitantes locais que mais de 200 dos mortos foram encontrados com queimaduras e 100 ou mais deles foram queimados vivos. Em 2005, dois reféns morreram devido a ferimentos sofridos no incidente, assim como um refém em agosto de 2006. A bibliotecária de 33 anos Yelena Avdonina sucumbiu a um hematoma em 8 de dezembro de 2006. Naquela época, o Washington Post declarou que o número de mortos era de 334, excluindo terroristas. A cidade de Beslan tem um número de mortos de 335 declarado em seu site. O número de mortos inclui 186 crianças.
| Categoria                              | Número de mortos |
| -------------------------------------- | ---------------- |
| Crianças e jovens de 1 a 17 anos       | 186              |
| Familiares, amigos e outros convidados | 111              |
| Professores e funcionários da escola   | 17               |
| Agentes do FSB                         | 10               |
| Socorristas civis                      | 6                |
| Funcionários do governo                | 3                |
| Total                                  | 333              |

O ministro da Saúde e Reforma Social da Rússia, Mikhail Zurabov, disse que o número total de pessoas feridas na crise ultrapassou 1 200. O número exato de pessoas que receberam assistência ambulatorial imediatamente após a crise não é conhecido, mas é estimado em cerca de 700 (753 de acordo com a ONU). O analista militar Pavel Felgenhauer, de Moscou, concluiu em 7 de setembro de 2004 que 90% dos reféns sobreviventes sofreram ferimentos. Pelo menos 437 pessoas, incluindo 221 crianças, foram hospitalizadas; 197 crianças foram levadas ao Hospital Clínico Republicano da Criança em Vladikavkaz, a capital da Ossétia do Norte, e 30 estavam em unidades de ressuscitação cardiopulmonar em estado crítico. Outras 150 pessoas foram transferidas para o Hospital de Emergência Vladikavkaz. Sessenta e duas pessoas, incluindo 12 crianças, foram tratadas em dois hospitais locais em Beslan, enquanto 6 crianças com ferimentos graves foram levadas para Moscou para tratamento especializado. A maioria das crianças foi tratada por queimaduras, ferimentos a bala, estilhaços e mutilações causadas por explosões. Alguns tiveram que amputar os membros e remover os olhos e muitas crianças ficaram permanentemente incapacitadas. Um mês após o ataque, 240 pessoas (160 delas crianças) ainda estavam sendo tratadas em hospitais em Vladikavkaz e em Beslan. As crianças e os pais sobreviventes receberam tratamento psicológico no Centro de Reabilitação Vladikavkaz.
Um dos reféns, um professor de educação física chamado Yanis Kanidis (um grego do Cáucaso, originário da Geórgia) foi morto no cerco e salvou a vida de muitas crianças. Uma das novas escolas construídas em Beslan foi posteriormente nomeada em sua homenagem.
A operação também se tornou a mais sangrenta da história das forças especiais antiterroristas russas. Dez membros das forças especiais morreram; a décima primeira vítima foi inicialmente pensada como Vyacheslav Bocharov, que provou ter sido gravemente ferido no rosto, mas vivo quando recuperou a consciência e conseguiu escrever seu nome.
As mortes incluíram todos os três comandantes dos grupos de ataque: Coronel Oleg Ilyin e Tenente Coronel Dmitry Razumovsky, de Vympel, e Major Alexander Perov, de Alpha. Pelo menos 30 comandos sofreram ferimentos graves.

## Identidade dos sequestradores, motivos e responsabilidade

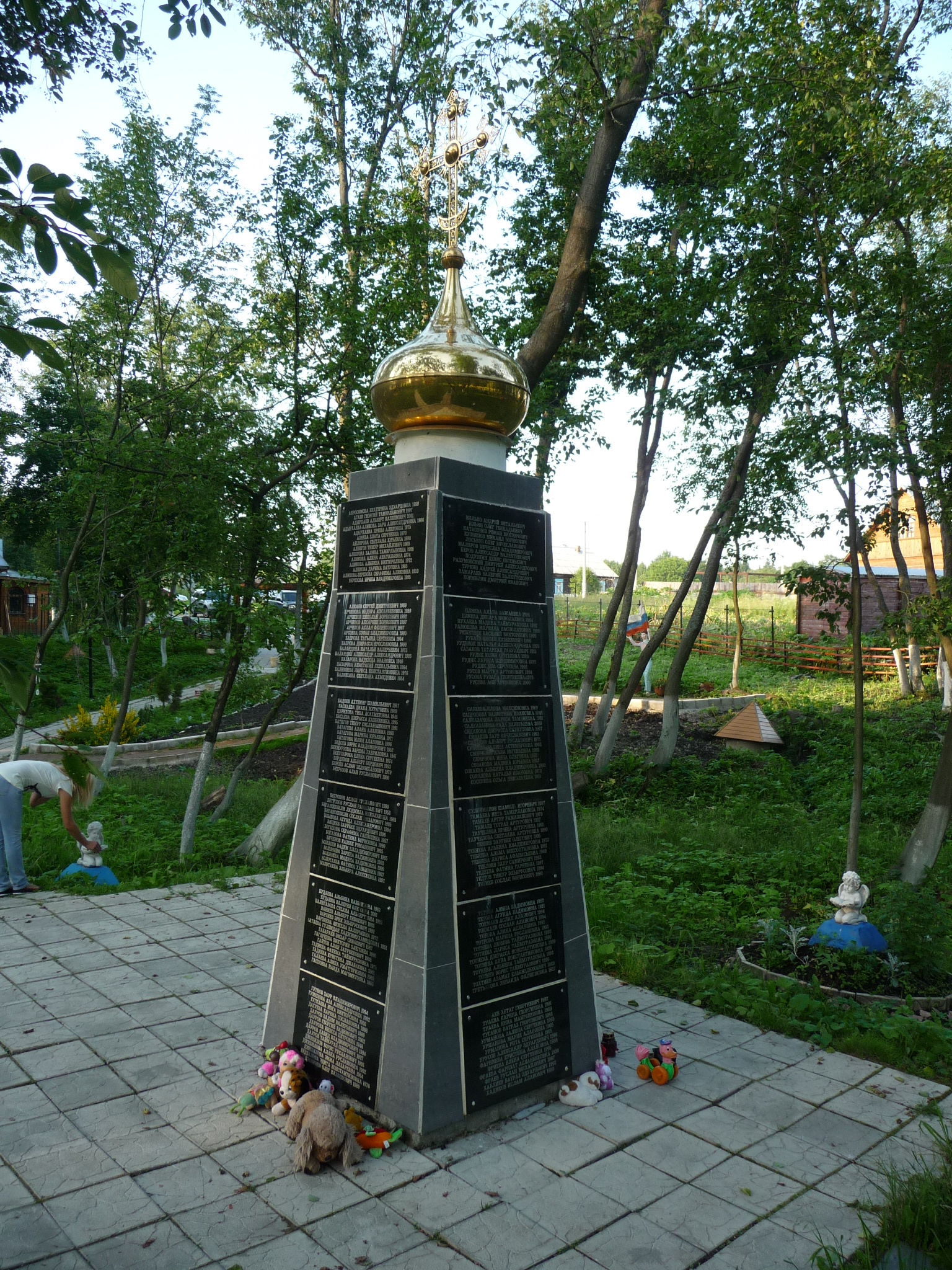
Monumento no Oblast de Moscou

### Responsabilidade
Inicialmente, a identidade e a origem dos atacantes não eram claras. Foi amplamente assumido desde o segundo dia que eles eram separatistas da vizinha Chechênia, mesmo quando o assessor presidencial de Putin, Aslambek Aslakhanov, negou, dizendo que "não eram chechenos. Quando comecei a conversar com eles em checheno, eles responderam: 'Nós não entendemos, falamos russo'". Os reféns libertados disseram que os sequestradores falavam russo com sotaques típicos do Cáucaso.
Embora no passado, Putin raramente hesitasse em culpar os separatistas chechenos por atos de terrorismo, desta vez ele evitou vincular o ataque à Segunda Guerra Chechena. Em vez disso, ele culpou a crise pela "intervenção direta do terrorismo internacional", ignorando as raízes nacionalistas da crise. As fontes do governo russo alegaram inicialmente que nove dos militantes em Beslan eram árabes e um era um africano (chamado de "preto" por Andreyev) embora apenas dois árabes tenham sido identificados posteriormente. Analistas independentes, como o comentarista político de Moscou Andrei Piontkovsky, disseram que Putin tentou minimizar o número e a escala dos ataques terroristas chechenos, em vez de exagerá-los, como fez no passado. Putin parecia conectar os eventos à "Guerra ao Terrorismo", liderada pelos Estados Unidos, mas ao mesmo tempo acusou o Ocidente de ceder aos terroristas.
Em 17 de setembro de 2004, o comandante radical guerrilheiro checheno Shamil Basayev, atualmente operando de forma autônoma do resto do movimento rebelde do Cáucaso do Norte, emitiu uma declaração reivindicando a responsabilidade pelo cerco da escola de Beslan que era surpreendentemente semelhante ao ataque checheno a Budyonnovsk em 1995 e a crise do teatro de Moscou em 2002, incidentes em que centenas de civis russos foram mantidos reféns pelos rebeldes chechenos liderados por Basayev. Basayev disse que sua "brigada de mártires" em Riyad-us Saliheen havia realizado o ataque e também assumiu a responsabilidade por uma série de atentados terroristas na Rússia nas semanas anteriores à crise de Beslan. Ele disse que originalmente planejava apreender pelo menos uma escola em Moscou ou São Petersburgo, mas a falta de fundos o forçou a escolher a Ossétia do Norte, "a guarnição russa no norte do Cáucaso". Basayev culpou as autoridades russas por "uma terrível tragédia" em Beslan. Basayev afirmou que tinha calculado mal a determinação do Kremlin de acabar com a crise de todos os modos possíveis. Ele disse que estava "cruelmente enganado" e que "não ficou encantado com o que aconteceu lá", mas também acrescentou que está "planejando mais operações do tipo de Beslan no futuro, porque somos forçados a fazê-lo". No entanto, foi o último grande ato de terrorismo na Rússia até 2009, quando Basayev foi persuadido a desistir de ataques indiscriminados pelo novo líder rebelde Abdul-Halim Sadulayev, que fez de Basayev seu segundo em comando, mas foi proibiu sequestros e operações especificamente dirigidas a civis.
O líder separatista checheno Aslan Maskhadov imediatamente negou que suas forças estivessem envolvidas no cerco, chamando-o de "uma blasfêmia" para a qual "não há justificativa". Maskhadov descreveu os autores de Beslan como "loucos" expulsos de seus sentidos por atos de brutalidade russos. Ele condenou a ação e todos os ataques contra civis por meio de uma declaração emitida por seu enviado Akhmed Zakayev em Londres, culpou o que chamou de grupo local radical e concordou com a proposta da Ossétia do Norte de atuar como negociadora. Mais tarde, ele também pediu aos governos ocidentais que iniciem negociações de paz entre a Rússia e a Chechênia e acrescentou que "refutam categoricamente todas as acusações do governo russo de que o presidente Maskhadov tenha qualquer envolvimento no evento de Beslan". Putin respondeu que não negociaria com "assassinos de crianças", comparando os apelos à negociação com o apaziguamento de Hitler e colocou uma recompensa de 10 milhões de dólares para capturar Maskhadov (a mesma quantia oferecida para Basayev). Maskhadov foi morto por comandos russos na Chechênia em 8 de março de 2005 e enterrado em um local não revelado.
Logo após a crise, fontes oficiais russas declararam que os atacantes faziam parte de um suposto grupo internacional liderado por Basayev, que incluía vários árabes com conexões com a Al-Qaeda e alegaram ter atendido ligações em árabe da escola de Beslan para a Arábia Saudita e outro país não revelado do Oriente Médio.
Dois britânicos-argelinos foram inicialmente nomeados como estando entre os rebeldes identificados que participaram ativamente do ataque: Osman Larussi e Yacine Benalia. Outro cidadão britânico chamado Kamel Rabat Bouralha, preso enquanto tentava deixar a Rússia imediatamente após o ataque, era suspeito de ser o principal organizador. Todos os três estavam ligados à mesquita de Finsbury Park, no norte de Londres. As alegações de envolvimento da Al-Qaeda não foram repetidas desde então pelo governo russo. Larussi e Benalia não são mencionados no relatório Torshin e nunca foram identificados pelas autoridades russas como suspeitos no ataque a Beslan.
As seguintes pessoas foram nomeadas pelo governo russo como planejadores e financiadores do atentado:
- Shamil Basayev - líder rebelde checheno que assumiu a responsabilidade final pelo ataque. Ele morreu na Inguchétia em julho de 2006 sob circunstâncias controversas.
- Kamel Rabat Bouralha - britânico-argelino suspeito de organizar o ataque, que teria sido detido na Chechênia em setembro de 2004.
- Abu Omar al-Saif - nacional saudita e financiador acusado,[144] morto no Daguestão em dezembro de 2005.
- Abu Zaid Al-Kuwaiti - kuwaitiano e organizador acusado, que morreu na Inguchétia em fevereiro de 2005.

Em novembro de 2004, Akhmed Merzhoyev, de 28 anos, e Marina Korigova, de 16 anos, de Sagopshi, Inguchétia, foram presos pelas autoridades russas em conexão com Beslan. Merzhoyev foi acusado de fornecer alimentos e equipamentos aos sequestradores e Korigova por possuir um telefone que Tsechoyev havia telefonado várias vezes. Korigova foi libertada quando seu advogado de defesa mostrou que recebeu um telefone de um conhecido após a crise.

### Motivos e demandas
Os negociadores russos dizem que os militantes de Beslan nunca declararam explicitamente suas demandas, apesar de terem notas manuscritas por um dos reféns em um caderno escolar, nas quais explicitaram as demandas de retirada total de tropas russas da Chechênia e o reconhecimento da independência da região.
Foi relatado que os sequestradores fizeram as seguintes exigências em 1 de setembro de 11:00-11:30 em uma carta enviada junto com um médico de emergência:
- Reconhecimento da independência da Chechênia nas Nações Unidas e retirada das tropas russas da região;
- Presença das seguintes pessoas na escola: Aleksander Dzasokhov (presidente da Ossétia do Norte), Murat Zyazikov (presidente da Inguchétia), Ruslan Aushev (ex-presidente da Inguchétia), Leonid Roshal (pediatra). Alternativamente, em vez de Roshal e Aushev, os sequestradores poderiam ter nomeado Vladimir Rushailo e Alu Alkhanov (presidente pró-Moscou da Chechênia).[45]

Dzasokhov e Zyazikov não foram a Beslan (mais tarde, Dzasokhov afirmou que foi parado à força por "um general de alta patente do Ministério do Interior [que] disse: 'Recebi ordens para prendê-lo se você tentar ir'"). A razão declarada pela qual Zyazikov não chegou foi que ele estava "doente". Aushev, o antecessor de Zyazikov no cargo de presidente da Inguchétia (ele foi forçado a renunciar por Putin em 2002), entrou na escola e garantiu a libertação de 26 reféns.
Aslakhanov disse que os sequestradores também exigiram a libertação de cerca de 28 a 30 suspeitos detidos na repressão após os ataques rebeldes na Inguchétia no início de junho.
Mais tarde, Basayev disse que eles também exigiram uma carta de demissão do presidente Putin

### Sequestradores
Segundo a versão oficial dos eventos, 32 militantes participaram diretamente da apreensão dos reféns, um dos quais foi levado vivo enquanto o restante foi morto no local. O número e a identidade dos sequestradores continuam sendo um tópico polêmico, alimentado pelas declarações governamentais e documentos oficiais, muitas vezes contraditórios. As declarações do governo de 3 a 4 de setembro disseram que um total de 26 a 27 militantes foram mortos durante o cerco. Pelo menos quatro militantes, incluindo duas mulheres, morreram antes do ataque russo à escola.
Muitos dos reféns e testemunhas oculares sobreviventes afirmam que havia muito mais captores, alguns dos quais podem ter escapado. Também foi alegado inicialmente que três sequestradores foram capturados vivos, incluindo seu líder Vladimir Khodov e uma militante feminina. Depoimentos de testemunhas durante o julgamento de Kulayev envolveram a presença relatada de vários indivíduos aparentemente eslavos entre os sequestradores que não foram vistos entre os corpos dos militantes mortos durante o assalto por forças de segurança russas. Os homens desconhecidos (e uma mulher, de acordo com um testemunho) incluíam um homem de barba ruiva que supostamente estava dando ordens aos líderes dos sequestradores e para quem os reféns eram proibidos de olhar. Ele era possivelmente o militante conhecido apenas como "Fantomas", um russo étnico que serviu de guarda-costas para Shamil Basayev.
- O Relatório Kesayev (2005) estimou que cerca de 50 combatentes rebeldes participaram do cerco, com base em relatos de testemunhas e no número de armas deixadas no local.[75]
- O Relatório Savelyev (setembro de 2006) disse que havia de 58 a 76 sequestradores, dos quais muitos conseguiram escapar passando pelo cordão ao redor da escola.
- O Relatório Torshin (dezembro de 2006) determinou que 34 militantes estavam envolvidos, dos quais 32 entraram na escola e 31 morreram lá e diz que os dois cúmplices permanecem em liberdade (um deles é Yunus Matsiyev, guarda-costas de Basayev).

Segundo Basayev, "trinta e três mujahideen participaram no noroeste. Dois deles eram mulheres. Preparamos quatro [mulheres], mas enviei duas para Moscou em 24 de agosto. Eles embarcaram nos dois aviões que explodiram. No grupo, havia 12 homens chechenos, duas mulheres chechenas, nove inguches, três russos, dois árabes, dois ossétios, um tártaro, um kabardiniano e um guran. Os gurans são um povo curdo que vive perto do Lago Baikal e praticamente são russificados."
Basayev disse ainda que um agente do SFS (Khodov) foi enviado disfarçado aos rebeldes para persuadi-los a realizar um ataque a um alvo na capital da Ossétia do Norte, Vladikavkaz, e que o grupo podia entrar na região com facilidade porque o SFS planejava capturá-los em seu destino a Vladikavkaz. Ele também afirmou que um sequestrador sem nome havia sobrevivido ao cerco e conseguiu escapar.

#### Identidades
Em 6 de setembro de 2004, os nomes e identidades de sete dos agressores se tornaram conhecidos, após trabalho forense e entrevistas com reféns sobreviventes e um agressor capturado. Os testes forenses também estabeleceram que 21 dos sequestradores usavam heroína, metanfetamina e morfina em uma quantidade normalmente letal; a investigação citou o uso de drogas como uma razão para a capacidade dos militantes de continuarem lutando, apesar de estarem gravemente feridos e presumivelmente com muita dor. Em novembro de 2004, oficiais russos anunciaram que 27 dos 32 sequestradores haviam sido identificados. No entanto, em setembro de 2005, o promotor principal contra Nur-Pashi Kulayev afirmou que apenas 22 dos 32 corpos dos captores haviam sido identificados, levando a mais confusão sobre quais identidades foram confirmadas.
A maioria dos suspeitos, com idades entre 20 e 35 anos, foi identificada como originários ou residentes da Inguchétia (alguns deles refugiados chechenos). Pelo menos cinco dos suspeitos foram declarados mortos pelas autoridades russas antes do ataque contra a escola, enquanto oito já haviam sido presos e depois libertados, em alguns casos, pouco antes do ataque de Beslan.

## Críticas ao governo russo

### Alegações de incompetência e violações de direitos
O manejo do cerco pelo governo de Vladimir Putin foi criticado por várias organizações de observadores e de base, entre elas Mães de Beslan e Voz de Beslan. Logo após a crise, o deputado independente Vladimir Ryzhkov culpou "a alta liderança" da Rússia. Inicialmente, a União Européia também criticou a resposta.
Críticos, incluindo os moradores de Beslan que sobreviveram ao ataque e parentes das vítimas, se concentraram nas alegações de que o ataque das forças russas à escola foi implacável. Eles citam o uso de armas pesadas, como tanques e lança-chamas Shmel. Seu uso foi confirmado oficialmente. O Shmel é um tipo de arma termobárica, descrita por uma fonte associada às forças armadas dos EUA como "a arma mais cruel que você pode imaginar - inflamar o ar, aspirar o oxigênio de uma área fechada e criar uma onda de pressão maciça que esmaga qualquer coisa infeliz o suficiente para ter sobrevivido a conflagração". Pavel Felgenhauer foi além e acusou o governo de também disparar foguetes de um helicóptero de ataque Mi-24, alegação que as autoridades negam. Alguns ativistas de direitos humanos afirmam que pelo menos 80% dos reféns foram mortos por fogo russo indiscriminado Segundo Felgenhauer, "não foi uma operação de resgate de reféns […] mas uma operação do exército destinada a acabar com os terroristas". David Satter, do Instituto Hudson, disse que o incidente "apresenta um retrato arrepiante da liderança russa e sua total desconsideração pela vida humana".

#### Queixa do Tribunal Europeu
Em 26 de junho de 2007, 89 parentes das vítimas apresentaram uma queixa conjunta contra a Rússia no Tribunal Europeu de Direitos Humanos (TEDH). Eles afirmam que seus direitos foram violados durante a tomada de reféns e os julgamentos que se seguiram. O caso foi apresentado por mais de 400 russos.
Em um julgamento de abril de 2017 que apoiou os promotores, o tribunal considerou que o fracasso da Rússia em agir com evidências "suficientes" sobre um provável ataque a uma escola da Ossétia do Norte violou o "direito à vida" garantido pela Convenção Europeia dos Direitos Humanos. O tribunal afirmou que o erro foi agravado pelo uso russo de "força indiscriminada". O resultado foi publicado em abril de 2017 e constatou que as ações russas no uso de canhões de tanques, lança-chamas e lançadores de granadas "contribuíram para as baixas entre os reféns" e "não eram compatíveis com o requisito do artigo 2 de que a força letal fosse usada 'não é absolutamente necessário." O relatório também dizia que "as autoridades possuíam informações suficientemente específicas de um ataque terrorista planejado na área, vinculado a uma instituição educacional", "no entanto, não havia sido feito o suficiente para interromper os terroristas que se encontravam e se preparavam" ou para avisar as escolas ou o público.
O tribunal de Estrasburgo ordenou que a Rússia pagasse 2,9 milhões de euros em danos e 88 000 euros em custas judiciais. As conclusões do tribunal foram rejeitadas pelo governo russo. Embora obrigado a aceitar a decisão por ser signatário da Convenção Europeia de Direitos Humanos, o Kremlin chamou a decisão de "inaceitável".

### Resposta do governo
Em geral, as críticas foram rejeitadas pelo governo russo. O presidente Vladimir Putin rejeitou especificamente as críticas estrangeiras como mentalidade da Guerra Fria e disse que o Ocidente quer "puxar as cordas para que a Rússia não levante a cabeça".
O governo russo defendeu o uso de tanques e outras armas pesadas, argumentando que elas foram usadas somente depois que os reféns sobreviventes escaparam da escola. No entanto, isso contradiz os relatos de testemunhas oculares, inclusive pelos repórteres e vítimas. Segundo os sobreviventes e outras testemunhas, muitos reféns foram gravemente feridos e não puderam escapar sozinhos, enquanto outros foram mantidos pelos militantes como escudos humanos e se moveram pelo prédio.
O procurador-geral adjunto da Rússia, Nikolai Shepel, atuando como procurador-adjunto no julgamento de Kulayev, não encontrou nenhuma falha nas forças de segurança ao lidar com o cerco. "De acordo com as conclusões da investigação, a comissão de especialistas não encontrou nenhuma violação que pudesse ser responsável pelas consequências nocivas". Shepel reconheceu que os comandos dispararam lança-chamas, mas disse que isso não poderia ter causado o incêndio que causou a maioria das mortes; ele também disse que as tropas não usaram napalm durante o ataque.

## Resposta internacional
O ataque em Beslan foi recebido com aversão e condenação universal e internacional. Países e instituições filantrópicas em todo o mundo doaram para fundos criados para ajudar as famílias e crianças envolvidas na crise de Beslan.
No final de 2004, a Fundação Internacional para as Vítimas do Ato contra o Terror havia levantado mais de 1,2 milhão de dólares, com uma meta de 10 milhões de dólares. O governo de Israel ofereceu ajuda na reabilitação de reféns libertos e, durante a visita do primeiro-ministro russo Mikhail Fradkov à China em novembro de 2005, o Ministério da Saúde chinês anunciou que estava enviando médicos para Beslan e ofereceu assistência médica gratuita a qualquer uma das vítimas que ainda precisava de tratamento. O então prefeito de Zagreb, a capital da Croácia, Vlasta Pavić, ofereceu férias grátis no Mar Adriático para as crianças de Beslan.
Em 1º de setembro de 2005, o UNICEF marcou o primeiro aniversário da tragédia escolar de Beslan, exortando todos os adultos a protegerem as crianças da guerra e dos conflitos.
Em agosto de 2005, duas novas escolas foram construídas em Beslan, pagas pelo governo de Moscou.

## Impacto cultural
- O Beslan Siege (2005), um documentário de TV da October Films, dirigido por Richard Alwyn e produzido por Liana Pomeranzev, ganhou o Prix Italia Documentary Award de 2006
- Return to Beslan (2005) Um documentário holandês produzido pela Netherlands Public Broadcasting, ganhou o Emmy Award em 2005 por "Melhor cobertura contínua de notícias"
- Three Days in September (2006), dirigido por Joe Halderman e narrado por Julia Roberts
- Beslan (em desenvolvimento, mas depois arquivado), um filme proposto que foi produzido por Brian Grazer, da Imagine Entertainment.[174]